# Santa Luz
Santa Luz est une municipalité brésilienne située dans l'État du Piauí.